# Merkin

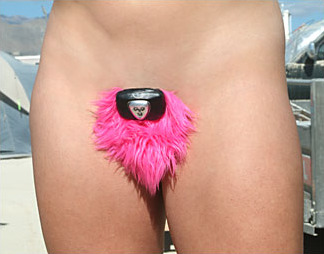
Một merkin (có đèn pin) được mặc/ đeo bởi một phụ nữ để che vùng mu của mình

Merkin là một bộ tóc giả cho vùng mu (pubic wig) hay gọi tắt lông mu giả. Các merkin được những người hành nghề mại dâm mặc sau khi cạo lông mu, và hiện nay được cả nam và nữ sử dụng làm vật trang trí, dụng cụ khiêu dâm hoặc trong các bộ phim.

## Lịch sử và từ nguyên
Sách Oxford Companion to the Body xác định thời gian nguồn gốc của những bộ lông mu giả xuất hiện từ những năm 1450. Theo công bố, phụ nữ sẽ cạo lông mu để vệ sinh cá nhân và chống lại bệnh rận mu. Sau đó, họ sẽ mặc một merkin. Ngoài ra, những người hành nghề mại dâm sẽ mặc một chiếc áo len để che đi các dấu hiệu của bệnh tật, chẳng hạn như bệnh giang mai.
Từ điển tiếng Anh Oxford bắt đầu sử dụng thuật ngữ này vào năm 1617. Từ này có lẽ có nguồn gốc từ malkin, một thuật ngữ xúc phạm một phụ nữ trẻ thuộc tầng lớp thấp hơn, hoặc từ Marykin, một dạng thú cưng của phụ nữ được đặt tên là Mary.

## Sử dụng hiện đại
Trong quá trình làm phim của Hollywood, những bộ merkin được các diễn viên nam nữ mặc để tránh việc vô tình lộ cơ quan sinh dục trong những cảnh khỏa thân hoặc bán khỏa thân. Sự hiện diện của merkin bảo vệ diễn viên khỏi việc vô tình thực hiện cảnh khỏa thân "toàn bộ phần trước" (full-frontal nudity) – một số hợp đồng đặc biệt yêu cầu phải che núm vú và bộ phận sinh dục theo một cách nào đó – điều này có thể giúp đảm bảo rằng bộ phim đạt được xếp hạng MPAA ít hạn chế hơn.
Merkin cũng có thể được sử dụng khi nam diễn viên có ít lông mu hơn mức cần thiết, như trong cảnh khiêu vũ khỏa thân trong The Bank Job. Amy Landecker mặc bộ merkin trong A Serious Man (2009) cho cảnh tắm nắng khỏa thân do việc tẩy lông bikini không phổ biến và không hợp thời vào năm 1967 khi bộ phim được quay.

### Thực tế
- Lucy Lawless đã được trang bị một merkin cho bộ phim truyền hình năm 2010 Spartacus: Blood and Sand, nhưng không sử dụng nó.[8]
- Trong một cuộc phỏng vấn cho tạp chí Allure, Kate Winslet đã kể lại việc cô từ chối mặc merkin trong phim Người Đọc Sách.[7][9]
- Tại Tuần lễ Thời trang São Paulo năm 2010, công ty thiết kế Neon đã mặc đồ cho một người mẫu khỏa thân bằng nhựa trong suốt. Theo nhà thiết kế, người mẫu đã mặc merkin để trông tự nhiên hơn.[10]
- Trong một cuộc phỏng vấn, Gina Gershon tiết lộ rằng cô ấy đã mặc merkin trong phim Killer Joe.[11]
- Trong phần bình luận bằng âm thanh của đạo diễn Cô gái có hình xăm rồng, đạo diễn David Fincher đã thảo luận về cách sử dụng merkin cho nữ diễn viên Rooney Mara, sau khi cô gợi ý với anh rằng nhân vật mà cô thể hiện trong phim là một cô gái tóc đỏ tự nhiên trong sách và thực sự đã được nhuộm tóc cô ấy đen. Do đó, chiếc merkin cô ấy mặc có màu đỏ. Đối với việc phát hành bộ phim ở Nhật Bản, Fincher nói: "Tôi tin rằng ở Nhật Bản, chúng tôi đã phải đặt một bức tranh khảm trên nó vì các vùng mu giả được coi là ...khó chịu."[12][13]
- Trong phim của Stanley Kubrick, tiến sĩ Strangelove, nhân vật tổng thống Hoa Kỳ, do Peter Sellers thủ vai, bị hói và được đặt tên là "Merkin Muffley".[14]
- Trong bộ phim Ý La Pelle (tiếng Anh: The Skin), diễn ra trong thời kỳ Đồng minh chiếm đóng Naples sau chiến tranh thế giới thứ hai, những merkin vàng (blonde) được làm cho những cô gái điếm địa phương để được coi là những cô gái tóc vàng phục vụ cho lính Mỹ.[15]
- Trong phim truyền hình Black Sails, Jessica Parker Kennedy đã mặc một merkin.[16]
- Trong bộ phim The Greasy Strangler, nhân vật Janet đã mặc merkin.[17]